# Kristen Dozier
Kristen Dozier (ur. 1 lipca 1988 w Waszyngtonie) – amerykańska siatkarka grająca na pozycji środkowej, reprezentantka kraju. W sezonie 2013/2014 była zawodniczką Impelu Wrocław.

## Sukcesy
- 2014 –  Wicemistrzostwo Polski